# Шахтинская епархия
Ша́хтинская епа́рхия — епархия Русской православной церкви, объединяющая приходы и монастыри в северо-западной части Ростовской области (в границах Гуковского, Донецкого, Зверевского, Каменск-Шахтинского, Новошахтинского и Шахтинского городских округов, а также Багаевского, Боковского, Верхнедонского, Каменского, Красносулинского, Кашарского, Миллеровского, Обливского, Октябрьского, Родионово-Несветайского, Советского, Тарасовского, Чертковского и Шолоховского районов). Входит в состав Донской митрополии.
Кафедральный собор — Покровский в городе Шахты.

## История
Образована выделением из Ростовской-на-Дону епархии определением Священного синода от 27 июля 2011 года.
6 октября 2011 года Шахтинская, Ростовская-на-Дону и Волгодонская епархии включены в состав новообразованной Донской митрополии.

## Епископы
- 21 августа 2011 — 30 мая 2014 — Игнатий (Депутатов)
- с 11 июля 2014 — Симон (Морозов)

## Благочиния
Епархия разделена на 17 церковных округов. По состоянию на октябрь 2022 года:
- Александровск-Грушевское благочиние (Шахтинский городской округ) — протоиерей Владимир Иванов
- Багаевское благочиние (Багаевский район) — протоиерей Александр Маштанов
- Верхнедонское благочиние (Верхнедонской и Шолоховский районы) — протоиерей Владимир Поляков
- Гуковское благочиние (Гуковский городской округ и х. Гуково Красносулинского района) — протоиерей Виктор Ольховатов
- Зверево-Никольское благочиние (Зверевский городской округ) — протоиерей Александр Колесов
- Каменское благочиние (Каменский район) — иерей Владислав Касьянов
- Каменск-Шахтинское благочиние (Каменск-Шахтинский городской округ) — иерей Александр Теличкин
- Донецкое благочиние (Донецкий городской округ) — иерей Глеб Гладышев
- Кашарское благочиние (Кашарский район) — иерей Сергий Сидоров
- Миллеровское благочиние (Миллеровский район) — иерей Симеон Есин
- Новошахтинское благочиние (Новошахтинский городской округ) — протоиерей Роман Амплеев
- Нижнедонское благочиние (Октябрьский район) — протоиерей Сергий Яценко
- Родионово-Несветайское благочиние (Родионово-Несветайский район) — протоиерей Константин Крахмалев
- Сулинское благочиние (Красносулинский район) — протоиерей Василий Хадыкин
- Тарасовское благочиние (Тарасовский район) — протоиерей Сергий Явиц
- Чертково-Калитвенское благочиние (Чертковский район) — иерей Сергий Сошкин
- Чернышевское благочиние (Боковский, Советский и Обливский районы) — иерей Александр Левчик

## Монастыри
- Покровский монастырь в слободе Верхнемакеевка Кашарского района (мужской)

## Учебные заведения
- Михайло-Архангельская церковно-приходская общеобразовательная средняя школа при храме Архангела Михаила в станице Вешенской
- Духовно-просветительский центр «Логос» в городе Шахты

## СМИ
- Информационное агентство «Покров»
- Сайт Шахтинской епархии[8]
- Журнал «Вестник Донской митрополии» (периодичность один раз в квартал)
- Вкладка «Православный вестник» в газете «Шахтинские известия» (периодичность один раз в месяц)
- Приложение «Православное Слово» в газете «Новость» г. Донецк (периодичность один раз в месяц)
- Газета «Донские Православные вести».

## Социальные учреждения
- Сестричества:

Сестричество святой преподобномученицы великой княгини Елизаветы
Сестричество Вознесенского прихода
Сестричество в честь святых жен мироносиц Марфы и Марии
Сестричество Покровского прихода г. Каменск-Шахтинский
Сестричество Пантелеимонского прихода п. Майский
Сестричество в честь иконы Божией Матери «Всех скорбящих Радость»
Сестричество во имя Царственной страстотерпицы святой Императрицы Александры прихода Державной иконы Божией Матери
Сестричество имени Великомученицы Елизаветы Фёдоровны
- Епархиальный приют «Святая Параскева»
- Автономная Некоммерческая Организация «Комплексный центр социальных инициатив имени святого праведного Иоанна Кронштадтского»
- Противоабортное консультирование психолога
- Женсовет епархии
- Консультационный пункт по оказанию помощи людям, страдающим алкоголизмом, наркоманией, игроманией и другими зависимостями, а также членам их семей.